# Balché
Le balché est une boisson légèrement intoxicante qui était couramment consommée par les anciens mayas dans ce qui est aujourd'hui le Mexique et la partie supérieure de l'Amérique centrale. Aujourd'hui, il est encore courant chez les mayas yucatèques. La boisson est fabriquée à partir de l'écorce d'un arbre légumineux, le Lonchocarpus violaceus, qui est trempée dans du miel (traditionnellement du miel de mélipone) et de l'eau, puis fermentée. Une boisson très proche, fabriquée à partir de miel produit à partir du nectar d'une espèce de gloire du matin (Turbina corymbosa), est appelée xtabentún.
Des lavements rituels et d'autres substances psychoactives étaient également consommés par ceux qui buvaient du balché.
Selon le critique gastronomique Sandor Katz, les anciens Mayas consommaient le balché sous forme de lavement pour maximiser son effet enivrant. Après la conquête des mayas par les Espagnols, la boisson a été interdite et leurs vergers ont été détruits,.